# سیومار فریرا نازاره
سیومار فریرا نازاره (به پرتغالی: Siumar Ferreira Nazaré) هافبک اهل برزیل است که در شهر Eunápolis، باهیا و در تاریخ ۷ ژوئن ۱۹۸۳ به دنیا آمده‌است.
سیومار فریرا نازاره در تیم‌های فوتبال پادوا سابقهٔ حضور دارد.